# Фахретдінов Різаітдін Фахретдінович
Різаітдін Фахретдінович Фахретдінов (Різа Фахретдінов; башк. Ризаитдин Фәхретдин улы Фәхретдинов, тат. Ризаэтдин Фәхретдин; нар. 4 (17) січня 1858, с. Кічучатово, Бугульмінський повіт, Самарська губернія, Російська імперія — 11 квітня 1936, Уфа, Башкирська АРСР, РРФСР, СРСР) — башкирський і татарський письменник-просвітитель, вчений-сходознавець, релігійний діяч. Муфтій ЦДУМ (Центральне духовне управління мусульман) (1922 — 1936).

## Біографія

### Походження
Народився в селі Кічучатово Бугульмінського повіту Самарської губернії (нині Альмет'євський район, Республіки Татарстан).
ДеРодовід (шежере) Різаітдіна Фахретдінова виглядає наступним чином: Тансар → Кармиші → Бахшанді → Кайбулла → Янгілди → Тоймухамет → Ішмухаметов → Юлдаш → Бікмухаметов → Субхангул → Сайфетдін → Фахретдінов → Різаітдін. Його прадід Субхангул був башкирським старшиною, а дід Сайфетдін і батько Фахретдінов (1818—1891) служили імам-Хатиб в селі Кічучатово. У Фахретдінова було дві дружини і одинадцять дітей. Матір'ю Різаітдіна була Магуба Римкуловна (1821—1873). За словами дочки Асьми, сам Фахретдінов стверджував, що їх рід походив із села Ширдан (нині село Великі Шірдани Зеленодольського району Татарстану), звідки його прадід утік після завоювання Казані, боячись насильницької християнізації.
В анкеті, складеній в 1929 році власноруч Фахретдіновим є відомості про його національність — башкир-тептяр. У метриці про народження, в паспорті 1912 р. зазначено, що Різаітдін Фахретдінов належить до стану башкир. За твердженням М. І. Роднова, в матеріалах подвірного перепису є картка 1900-01 рр., де родичем з Кічучатово було зазначено, що він «по народності тептяр».

### Становлення
Навчався в сільському медресе. Володів тюркською, арабською, перською, татарською, турецькою і російською мовами.
У 1867—1868 роках навчався в медресе при 1-й мечеті Чистополя у шейха Закіра-ішана Камалова. У 1869—1889 роках навчався і викладав в медресе села Нижні Шельчели. Тут в 1884 році в його руки потрапила газета «Терджиман» Ісмаїла Гаспринського. В останні роки навчання Фахретдінов зацікавився творчістю улемів-реформаторів А. Курсаві, Ш. Марджані, Дж. Афгані, М. Абдо.
У 1887 році в Казані опублікована «Книга по морфології» («Китабе еттесріф») — перший твір Різаітдіна Фахретдінова, присвячена арабській мові.

### Перший уфімський період
У 1891 році переїхав до Уфи, де служив казиєм в Оренбурзькому магометанському духовному зібранні. 20 серпня 1891 році затверджений в званні ахуна.
1893 року разом з М. І. Уметбаєвим написав історичну статтю «Казань і башкири». У вересні 1894 року зустрівся з М. Акмулли, і обіцяв поету опублікувати його твори у вигляді книги. У тому ж році встановив дружні відносини з шейхом Зайнуллою Расулєвим, пізніше, 1917 року, на його честь випустив книгу. 1895 році, разом з М. І. Уметбаєвим, супроводжував угорського вченого А. Вамбери в його подорожі і допомагав йому зібрати матеріали по башкирській мові.

### В Оренбурзі
У 1906—1908 роках — помічник редактора ліберальної татарської газети «Вакит», в 1908—1918 роках — редактор журналу «Шуро», які видавалися в Оренбурзі золотопромисловцями Рамеєвими. У журналі «Шуро» Фахретдіновим опубліковані 179 біографічних статей про видатних діячів мусульманської культури. Зі сторінок журналу Фахретдінов відстоював ідею історичної спадкоємності Волзької Булгарії, Золотої Орди, Казанського ханства і сучасних автору тюрко-мусульман Поволжя. Сприяв зміцненню зв'язків між мусульманами Росії та інших країн, виступав проти колоніальної і імперіалістичної політики Заходу. Проводив дослідження з історії та культури народів Уралу і Поволжя. Літературна і наукова творчість Різаітдіна Фахретдінова, його журналістська і редакторська діяльність мали значний вплив на розвиток духовної культури народів Урало-Поволжя. Його ім'я було широко відомо в Середній Азії і Казахстані.
У грудні 1917 року брав участь в роботі III Всебашкірського установчого курултаю (з'їзду). На ньому Р. Фахретдінов був обраний до складу Кесе-Курултаю — передпарламенту Башкурдістана.
Був уповноваженим Башкирського шуро по Караван-Сараю в місті Оренбурзі.

### Другий уфимський період
У 1922 році обраний муфтієм Центрального духовного управління мусульман Внутрішньої Росії і Сибіру.
У 1926 році брав участь в I Всесвітньому мусульманському конгресі як керівник делегації радянських мусульман і зробив хадж в Мекку.
У 1927 році ЦДУМ об'єднало історично максимальне число парафій — 14 825. Але вже до травня 1930 року понад 10 000 мечетей було закрито, від 90 до 97 % мулл і муедзинів були позбавлені можливості виконувати свої обов'язки.
Фахретдінов протестував проти закриття мечетей, арештів і знищення релігійних бібліотек. Частина літератури йому все-таки вдалося врятувати в архіві ЦДУМ. У 1930 році муфтій збирався подати у відставку разом з іншими членами ЦДУМ, щоб звернути увагу всього світу на становище релігії Ісламу в СРСР.
Закінчив свій творчий і життєвий шлях на посаді муфтія Росії і Сибіру в 1936 році в місті Уфа, не доживши кілька місяців до масових арештів керівництва Духовного управління. За переказами, тисячі мусульман, дізнавшись про смерть Фахретдінова, зібралися таємно вночі в його рідному аулі для прочитання «джаназа» (поминальної молитви) за покійним. Похований на мусульманському кладовищі в Уфі.

## Творчість
Різаітдін Фахретдінов є великим релігійним філософом.
Ним написані повісті «Саліма, або Ціломудрість» (1889), «Асма, або Провина і покарання» (1903), в яких автор виступає прихильником залучення народу до передової європейської культури, піднімає проблему емансипації жінки.
Найважливіше місце в спадщині Різаітдіна Фахретдінова займає багатотомна історико-Біобібліографічна книга «Асар» («Асар»), присвячена життю і творчості вчених, діячів культури і освіти народів Сходу, над якою він працював протягом декількох десятиліть.
Творча спадщина Різи Фахретдінова внесла величезний внесок у розвиток мусульманської культури Росії, його праці затребувані сьогодні релігійними діячами, вченими, педагогами. Спадщина Р. Фахретдінова є найціннішим джерелом з історії та культури народів Росії і Сходу. Вивчення його є однією з умов подальшого розвитку ісламського богослов'я і необхідно для підтримання конструктивного діалогу мусульман з представниками інших релігій в РФ. Для вивчення і популяризації робіт видатного вченого-енциклопедиста Р. Фахретдінова необхідно розробити проект з перекладу з татарської мови на башкирську і російську мови та виданню багатотомного зібрання творів вченого.

## Сім'я
Дружина — Нурджамал (Нурізіган) Абдулнасировна, в шлюбі з 1885 року
Син — Габдрахман (1887—1936)
Син — Габдулахад (1889—1938),
Син — Габдрашід (1892—1953)
Дочка — Зайнаб (1893—1985).
Син — Сагід (1900—1944)
Дочка — Асьма (1906—1993).

## Пам'ять
- Ім'я Р. Фахретдінова носили освітні установи-попередники Російського ісламського університету — медресе імені Р. Фахретдінова в м. Уфі (1989—1999) і створений на його базі Ісламський інститут ім. Різаітдіна ібн Фахретдінова (1999—2003).
- В м. Альметьєьську функціонує Центральна мечеть імені Різаітдіна Фахредіна і Альметьєвське ісламське медресе ім. Р. Фахреддіна ЦРО ДУМ РТ (з 1998 року)[21][22].
- У 1995 році в с. Кічучатово Альметьєвського району Республіки Татарстан відкрито меморіальний музей Різаітддіна Фахреддіна[23].
- У 2005 році в Республіці Татарстан з метою вдосконалення і подальшого розвитку національної освіти, більш глибокого вивчення і широкого застосування педагогічної спадщини великого татарського просвітителя і педагога Різаітдіна Фахреддіна, а також посилення стимулюючої ролі матеріального і морального заохочення педагогічних колективів і працівників освіти засновано Республіканську премію ім. Різаітдіна Фахреддіна. Щорічно вручається дві премії — педагогічним колективам і працівникам закладів дошкільної, додаткової, загальної середньої, початкової, середньої та вищої професійної освіти Республіки Татарстан. Лауреати премії отримують нагрудний знак «Республіканська премія імені Різаітдіна Фахреддіна» і диплом[24].
- З 2004 року в Республіці Татарстан щорічно проводяться республіканські педагогічні читання, присвячені вивченню творчої спадщини Різаітдіна Фахреддіна[25].
- У 2009, 2011, 2016 і 2017 роках в Уфі проведені Фахретдіновські читання.
- У 2009 році в м. Леніногорськ одній із формованих вулиць присвоєно ім'я Різи Фахреддіна[26].
- У 2013 році в м. Чистополь одній із знову забудовуваних вулиць в північно-західному районі міста було присвоєно назву вулиця Р. Фахреддіна[27].
- У 2015 році в м. Казань одна з вулиць котеджного комплексу «Казанська садиба» в Приволзькому районі отримала назву вулиці Фахретдіна Різаітдіна[28].